# Kaddish

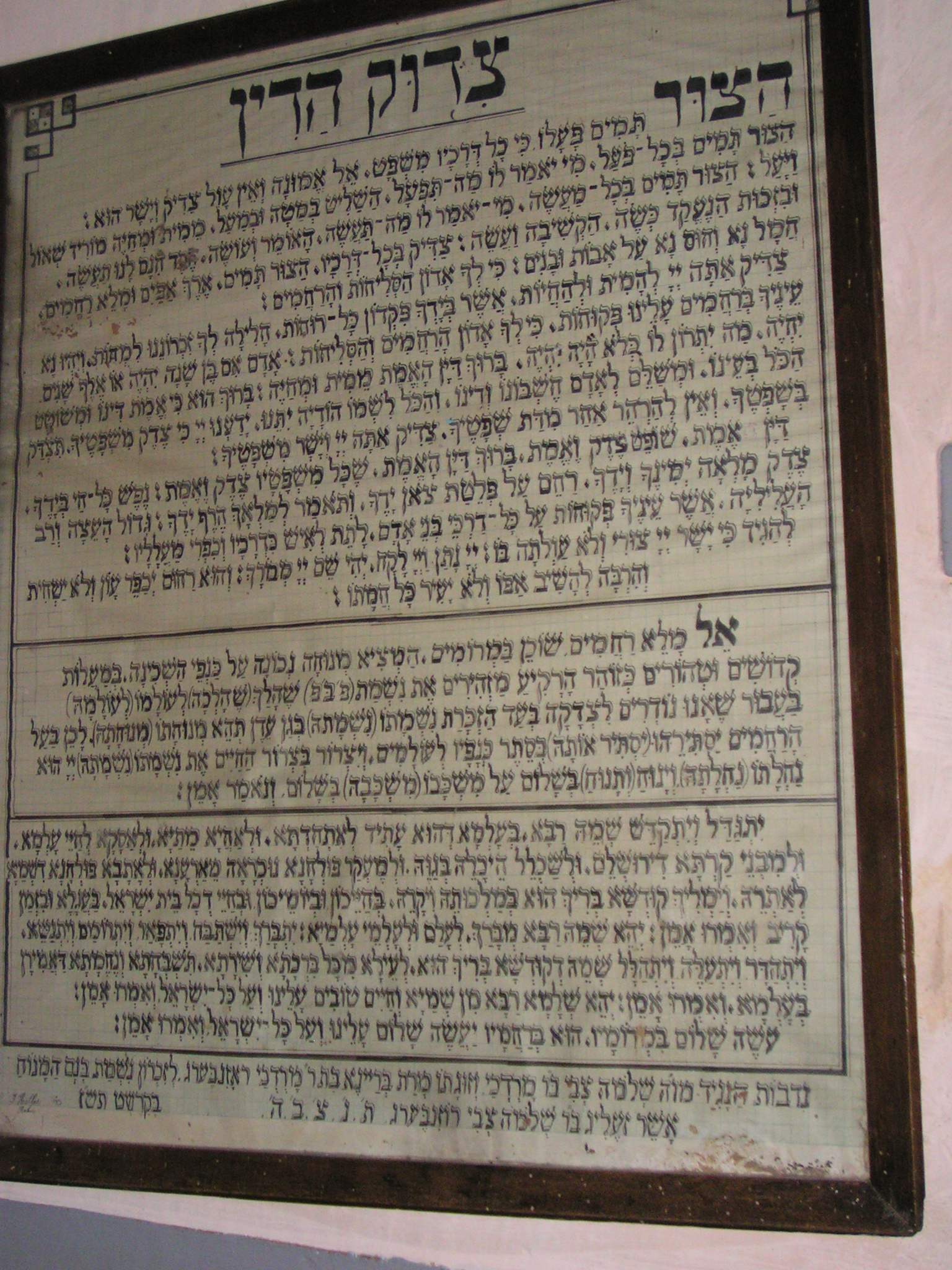
Manifesto del Grande Kaddish al cimitero ebraico di Fălticeni (Romania)

Il Kaddish, o Qaddish e Qadish (in aramaico קדיש, lett. Santificazione - plurale: Kaddishim), è una delle più antiche preghiere ebraiche recitata soltanto alla presenza di un Minian composto da dieci ebrei che abbiano compiuto la maggiore età religiosa dei 13 anni, età a partire dalla quale ogni ebreo ha il dovere di osservare i precetti della Torah. La parola in realtà designa vari tipi di Kaddish tra loro correlati.
Il tema centrale del Kaddish è l'esaltazione, magnificazione e santificazione del nome di Dio. Nella liturgia ebraica vengono usate differenti versioni del Kaddish funzionalmente come separatori tra sezioni del servizio.
Il termine "Kaddish" è spesso usato come riferimento al "Kaddish del lutto", recitato come parte dei rituali funebri dell'ebraismo in tutti i servizi di preghiera, come anche ai funerali (all'infuori del cimitero – si veda più sotto: Kaddish ahar Hakk'vurah) e ai memoriali. La locuzione "dire Kaddish" si riferisce in modo inequivocabile ai rituali del lutto. Persone in lutto "dicono Kaddish" per dimostrare che, nonostante la perdita, ancora lodano Dio.
Le parole iniziali di questa preghiera sono ispirate da Ezechiele 38:23, visione della grandezza di Dio agli occhi di tutte le nazioni. Il versetto centrale del Kaddish nella tradizione ebraica è la risposta della congregazione: in ebraico יְהֵא שְׁמֵהּ רַבָּא מְבָרַךְ לְעָלַם וּלְעָלְמֵי עָלְמַיָּא‎? ("Sia il Suo grande nome benedetto per tutta l'eternità."), una dichiarazione pubblica della grandezza ed eternità di Dio. Questa risposta è una traduzione aramaica dell'ebraico "ברוך שם כבוד מלכותו לעולם ועד" (Sia benedetto il Suo nome, e il Suo regno è per sempre), che si trova nel Targum di Gerusalemme (יְהֵא שְׁמֵיהּ רַבָּא מְבָרֵךְ לְעָלְמֵי עַלְמִין) (Genesi 49:2 e Deuteronomio 6:4), ed è simile al testo di Daniele 2:20.
Il Kaddish del lutto, il Kaddish del Rabbino ed il Kaddish Completo finiscono con una supplica per la pace ("Oseh Shalom..."), che è in ebraico e somiglia al versetto biblico Giobbe 25:2. Insieme a Shemà e Amidah, il Kaddish è uno degli elementi più importanti e centrali della liturgia ebraica.

## Origini
"Il Kaddish è in origine una dossologia conclusiva di un discorso aggadico." la maggior parte è scritto in aramaico che all'epoca della sua composizione originale era la lingua franca del popolo ebraico. Tuttavia non è composto nell'aramaico vernacolare, ma piuttosto in un "aramaico letterario gergale" usato nelle accademie ed è identico al dialetto del Targum.
La versione più antica del Kaddish si trova nel Siddur di Rav Amram Gaon (900 circa). Shira Schoenberg osserva che "la prima menzione di persone in lutto che recitano il Kaddish alla fine di un servizio liturgico è nello scritto halakhico del XIII secolo di Isaac ben Moses di Vienna, lo Or Zarua (letteralmente "Luce è seminata"). Il Kaddish in chiusura di liturgia venne designato col nome "Kaddish Yatom" o Kaddish del Lutto (letteralmente "Kaddish dell'orfano").

## Varianti
Esistono varie versioni di Kaddish:
- Hatzi Kaddish (חצי קדיש) o Kaddish Le'ela (קדיש לעלא) – letteralmente "Kaddish Breve (Mezzo Kaddish)", a volte chiamato il "Kaddish del Lettore"
- Kaddish Yatom (קדיש יתום) o Kaddish Yehe Shelama Rabba (קדיש יהא שלמא רבא) – letteralmente "Kaddish dell'Orfano", sebbene venga comunemente citato come Kaddish Avelim (קדיש אבלים), il "Kaddish del Lutto", composto dal Kaddish originale
- Kaddish Shalem (קדיש שלם) o Kaddish Titkabbal (קדיש תתקבל) – letteralmente "Kaddish Completo" o "Kaddish Intero"
- Kaddish d'Rabbanan (קדיש דרבנן) o Kaddish al Yisrael (קדיש על ישראל) – letteralmente "Kaddish dei Rabbini"[11]
- Kaddish ahar Hakk'vura (קדיש אחר הקבורה) – letteralmente "Kaddish dopo una Sepoltura", chiamato anche Kaddish d'Ithadata (קדיש דאתחדתא) secondo una delle parole principali di questa variante
- Kaddish ahar Hashlamas Masechta (קדיש אחר השלמת מסכת) – letteralmente  "Kaddish in chiusura di un trattato", cioè ad un siyum (per i sefarditi lo stesso di Kaddish d'Rabbanan), chiamato anche Kaddish haGadol (קדיש הגדול), letteralmente il Grande Kaddish poiché è il Kaddish più lungo.

Tutte le versioni del Kaddish iniziano con lo Hatzi Kaddish (ci sono passi aggiuntivi nel Kaddish dopo una sepoltura o un siyum). Le versioni più lunghe contengono ulteriori paragrafi e sono spesso intitolati secondo le parole principali di tali paragrafi.
Il Mezzo Kaddish è usato per puntualizzare le suddivisioni della liturgia: per esempio, prima di Barechu, dello Shemà e dell'Amidah e dopo le letture dalla Torah. Il Kaddish d'Rabbanan viene usato dopo qualsiasi parte del servizio che includa stralci della Mishnah o del Talmud, dato che il suo scopo originale era quello di chiudere una riunione di studio. Kaddish Titkabbal inizialmente segnava la fine della liturgia, sebbene in epoche successive furono aggiunti altri brani e inni a seguire.
L'articolo della Jewish Encyclopedia sulla voce "Kaddish" cita un ulteriore tipo di Kaddish, chiamato "Kaddish Yahid", o "Kaddish dell'Individuo". Questo è incluso nel Siddur di Amram Gaon, ma è una meditazione che sostituisce il Kaddish, piuttosto che un Kaddish nel senso usuale.
Una particolarità del Minhag (rito) italiano è quella di essere l'unico rituale ebraico con una forma diversa (leggermente abbreviata) di Kaddish (nell'Ytgadal e nell'Ye shelama rabba).

## Testo del Kaddish
La seguente tabella include il Kaddish breve, completo, del lutto e del rabbino. Le varianti del Kaddish dopo una sepoltura o un siyum sono date subito dopo.
| Nr.                                                                             | Traduzione italiana                                                              | Traslitterazione                                          | Aramaico / Ebraico                           |
| ------------------------------------------------------------------------------- | -------------------------------------------------------------------------------- | --------------------------------------------------------- | -------------------------------------------- |
| 1                                                                               | Sia magnificato e santificatob il Suo grande nome.a                              | Yitgaddal veyitqaddash shmeh rabba                        | יִתְגַּדַּל וְיִתְקַדַּשׁ שְׁמֵהּ רַבָּא                         |
| 2                                                                               | nel mondo che Egli ha creato conforme alla Sua volontà!                          | Beʻalma di vra khir'uteh                                  | בְּעָלְמָא דִּי בְרָא כִרְעוּתֵהּ                          |
| 3                                                                               | Venga il Suo Regno                                                               | veyamlikh malkhuteh                                       | וְיַמְלִיךְ מַלְכוּתֵהּ                                |
| 4                                                                               | e possa la Sua salvezza manifestarsi e il Suo unto arrivare.ad                   | [veyatzmaḥ purqaneh viqarev (qetz) meshiḥeh]              | וְיַצְמַח פֻּרְקָנֵהּ וִיקָרֵב(קיץ) מְשִׁיחֵהּ                 |
| 5                                                                               | durante la vostra vita e la vostra esistenza                                     | beḥayekhon uvyomekhon                                     | בְּחַיֵּיכוֹן וּבְיוֹמֵיכוֹן                            |
| 6                                                                               | e durante l'esistenza di tutto il popolo d'Israele,                              | uvḥaye dekhol [bet] yisrael                               | וּבְחַיֵּי דְכָל [בֵּית] יִשְׂרָאֵל                        |
| 7                                                                               | presto e nel più breve tempo! e dite, Amen.a                                     | beʻagala uvizman qariv veʼimru amen                       | בַּעֲגָלָא וּבִזְמַן קָרִיב. וְאִמְרוּ אָמֵן                  |
| Le successive due righe sono recitate dalla congregazione e poi dal conduttore: |                                                                                  |                                                           |                                              |
| 8                                                                               | Sia il Suo grande nome benedetto                                                 | yehe shmeh rabba mevarakh                                 | יְהֵא שְׁמֵהּ רַבָּא מְבָרַךְ                             |
| 9                                                                               | per sempre e per tutta l'eternità!                                               | leʻalam ulʻalme ʻalmaya                                   | לְעָלַם וּלְעָלְמֵי עָלְמַיָּא                            |
| 10                                                                              | Lodato, glorificato, innalzato,                                                  | Yitbarakh veyishtabbaḥ veyitpaar veyitromam               | יִתְבָּרַךְ וְיִשְׁתַּבַּח וְיִתְפָּאַר וְיִתְרוֹמַם                  |
| 11                                                                              | elevato, magnificato, celebrato, encomiato,                                      | veyitnasse veyithaddar veyitʻalleh veyithallal            | וְיִתְנַשֵּׂא וְיִתְהַדָּר וְיִתְעַלֶּה וְיִתְהַלָּל                  |
| 12                                                                              | sia il nome del Santo Benedetto. Egli siaa                                       | shmeh dequdsha berikh hu.                                 | שְׁמֵהּ דְקֻדְשָׁא בְּרִיךְ הוּא.                          |
| 13                                                                              | al di sopra di ogni benedizione,                                                 | leʻella (lʻella mikkol) min kol birkhata                  | לְעֵלָּא (לְעֵלָּא מִכָּל) מִן כָּל בִּרְכָתָא                  |
| 14                                                                              | canto, celebrazione, e consolazione                                              | veshirata tushbeḥata veneḥemata                           | וְשִׁירָתָא תֻּשְׁבְּחָתָא וְנֶחֱמָתָא                         |
| 15                                                                              | che noi pronunciamo in questo mondo! E dite, Amen.a                              | daamiran beʻalma veʼimru amen                             | דַּאֲמִירָן בְּעָלְמָא. וְאִמְרוּ אָמֵן                      |
| Il Kaddish breve finisce qui.                                                   |                                                                                  |                                                           |                                              |
| Qui il "Kaddish completo" include:                                              |                                                                                  |                                                           |                                              |
| 16                                                                              | ePossano le preghiere e le suppliche                                             | Titqabbal tzelotehon uvaʻutehon                           | תִּתְקַבַּל צְלוֹתְהוֹן וּבָעוּתְהוֹן                       |
| 17                                                                              | di tutto Israele                                                                 | d'khol bet yisrael                                        | דְכָל בֵּית יִשְׂרָאֵל                                |
| 18                                                                              | essere accettate dal loro Padre che sta in Cielo. E dite, Amen.a                 | qodam avuhon di bishmayya, vʼimru amen                    | קֳדָם אֲבוּהוֹן דִּי בִשְׁמַיָּא וְאִמְרוּ אָמֵן                |
| Qui il "kaddish dei rabbini" (compreso il Kaddish dopo un siyum) include:       |                                                                                  |                                                           |                                              |
| 19                                                                              | Su Israele e sui nostri Maestri, sui loro allievi                                | ʻal yisrael veʻal rabbanan veʻal talmidehon               | עַל יִשְׂרָאֵל וְעַל רַבָּנָן וְעַל תַּלְמִידֵיהוֹן              |
| 20                                                                              | e sugli allievi dei loro allievi,                                                | v'ʻal kol talmidey talmidehon                             | וְעַל כָּל תַּלְמִידֵי תַלְמִידֵיהוֹן.                     |
| 21                                                                              | che si occupano della santa Torà                                                 | veʻal kol man deʻos'qin b'orayta                          | וְעַל כָּל מָאן דְּעָסְקִין בְּאוֹרַיְתָא.                   |
| 22                                                                              | che si trovano in questo [santo]z luogo o in qualsiasi altro luogo               | di b'atra [qadisha] haden vedi bekhol atar v'atar         | דִּי בְאַתְרָא [קַדִישָא] הָדֵין וְדִי בְּכָל אֲתַר וַאֲתַר.      |
| 23                                                                              | vi sia pace abbondante                                                           | y'he lehon ul'khon sh'lama rabba                          | יְהֵא לְהוֹן וּלְכוֹן שְׁלָמָא רַבָּא                      |
| 24                                                                              | e grazia e pietà e misericordia e salvezza                                       | hinna v'ḥisda v'raḥamey v'ḥayye arikhe                    | חִנָּא וְחִסְדָּא וְרַחֲמֵי וְחַיֵּי אֲרִיכֵי                   |
| 25                                                                              | e alimento in larghezza                                                          | um'zone r'viḥe ufurqana                                   | וּמְזוֹנֵי רְוִיחֵי וּפוְּרְקָנָא                         |
| 26                                                                              | da parte del nostro Dio, Signore del cielo e della terra;                        | min qodam avuhon di vishmayya [v'ʼarʻa]e                  | מִן קֳדָם אֲבוּהוּן דְבִשְׁמַיָּא [וְאַרְעָא]                 |
| 27                                                                              | e dite, Amen.a                                                                   | v'ʼimru amen                                              | וְאִמְרוּ אָמֵן                                    |
| Tutte le varianti eccetto il Kaddish breve concludono:                          |                                                                                  |                                                           |                                              |
| 28                                                                              | fScenda dal cielo un'abbondante pace                                             | Yehe shelama rabba min shemayya                           | יְהֵא שְׁלָמָה רַבָּא מִן שְׁמַיָּא,                        |
| 29                                                                              | ed una vita felice                                                               | [ve]hayyim [tovim]                                        | [וְ]חַיִּים [טוֹבִים]                              |
| 30                                                                              | soddisfazione, aiuto, consolazione, rifugio,                                     | vesava vishuʻa veneḥama veshezava                         | וְשָֹבָע וִישׁוּעָה וְנֶחָמָה וְשֵׁיזָבָה                     |
| 31                                                                              | guarigione, redenzione, perdono, espiazione,                                     | urfuʼa ugʼulla usliha v'khappara                          | וּרְפוּאָה וּגְאֻלָּה וּסְלִיחָה וְכַפָּרָה,                   |
| 32                                                                              | sollievo e salvezzad                                                             | verevaḥ vehatzala                                         | וְרֵוַח וְהַצָּלָה                                   |
| 33                                                                              | per noi e per tutto il Suo popolo [su di noi e su tutto] Israele; e dite, Amen.a | lanu ulkhol ʻammo [ʻalainu v'al kol] yisrael v'ʼimru amen | לָנוּ וּלְכָל עַמּוֹ [עׇלֵינוּ וְעַל כׇּל] יִשְֹרָאֵל וְאִמְרוּ אָמֵן. |
| 34                                                                              | f Colui che fa regnare la pace nell’alto dei cieli                               | ʻoseh shalom bimromav                                     | עוֹשֶֹה שָׁלוֹם בִּמְרוֹמָיו,                           |
| 35                                                                              | nella Sua [infinita misericordia]g accordi pace a noi                            | hu [berakhamav] yaʻase shalom ʻalenu                      | הוּא [בְּרַחֲמָיו] יַעֲשֶֹה שָׁלוֹם עָלֵינוּ,                |
| 36                                                                              | e a tutta [la Sua nazione]h Israele; e dite, Amen.a                              | v'ʻal kol [ammo] yisra'el, v'ʼimru amen                   | וְעַל כָּל [עַמּוֹ] יִשְֹרָאֵל וְאִמְרוּ אָמֵן.                |

### Testo del Kaddish di sepoltura
Nel Kaddish della sepoltura e quello dopo un siyum secondo gli Aschenaziti,i, le righe 2-3 sono sostituite da:
| Nr. | Traduzione italiana                             | Trascrizione                          | Aramaico                 |
| --- | ----------------------------------------------- | ------------------------------------- | ------------------------ |
| 37  | Nel mondo che verrà rinnovato                   | B'ʻal'ma d'hu ʻatid l'ithaddata       | בְּעָלְמָא דְהוּא עָתִיד לְאִתְחַדָּתָא  |
| 38  | e in cui Egli darà vita ai morti                | ulʼaḥaya metaya                       | וּלְאַחֲיָאָה מֵתַיָא             |
| 39  | e li farà risorgere a vita eterna               | ulʼassaqa yathon l'ḥayye ʻal'ma       | וּלְאַסָּקָא יָתְהוֹן לְחַיֵּי עָלְמָא   |
| 40  | e ricostruirà la città di Gerusalemme           | ul'mivne qarta dirush'lem             | וּלְמִבְנֵא קַרְתָּא דִירוּשְׁלֵם      |
| 41  | e vi completerà il Suo tempio                   | uleshakhlala hekhlehh b'gavvah        | וּלְשַׁכְלָלָא הֵיכְלֵהּ בְּגַוַּהּ       |
| 42  | ed estirperà culti stranieri dalla terra        | ulmeʻqar pulḥana nukhraʼa m'arʻa      | וּלְמֶעְקַר פֻּלְחָנָא נֻכְרָאָה מְאַרְעָא |
| 43  | e ristabilirà l'adorazione celeste al suo posto | v'laʼatava pulḥana dishmayya l'ʼatreh | וּלַאֲתָבָא פֻּלְחָנָא דִשְׁמַיָּא לְאַתְרֵהּ |
| 44  | e possa il Santo, che Egli sia benedetto,       | v'yamlikh qudsha b'rikh hu            | וְיַמְלִיךְ קֻדְשָׁא בְּרִיךְ הוּא     |
| 45  | regnare nel Suo splendore sovrano ...           | b'malkhuteh viqareh                   | בְּמַלְכוּתֵהּ וִיקָרֵהּ            |

### Recenti aggiunte aOseh Shalom
In alcuni libri di preghiere recenti – per esempio il Machzor riformato americano – la riga 36 viene sostituita da:
| 36 | tutto Israele, e tutti coloro che vivono sulla terra; e dite: Amen. | v'al kol isra'el, v'al kol yoshvei teiveil; v'imru: Amen. | וְעַל כָּל יִשְֹרָאֵל וְעַל כָּל יוֺשְׁבֵי תֵבֵל וְאִמְרוּ אָמֵן |

Questo impegno ad estendere Oseh Shalom ai non ebrei sembra essere stata l'iniziativa del movimento ebraico liberale britannico nel 1967, con l'introduzione di v`al kol bnai Adam ("e su tutti i/le figli/e di Adamo"); queste parole continuano ad essere usate da alcune congregazioni nel Regno Unito.

### Annotazioni
- Il testo tra parentesi varia a seconda delle tradizioni personali o comunitarie.
- (a) La congregazione risponde "amen" (אָמֵן) dopo le righe 1, 4, 7, 12, 15, 18, 27, 33, 36. Nella tradizione aschenazita, la risposta alla riga 12 è "Che Egli sia benedetto" (בְּרִיךְ הוּא b'rikh hu).
- (b) Alla riga 1, alcuni dicono Yitgaddeyl veyitqaddeysh invece di Yitgaddal veyitqaddash, perché le radici di queste due parole sono ebraiche e non aramaiche (l'equivalente aramaico sarebbe Yitrabay veyitkadash), alcune autorità (ma non altre) sostengono che entrambe le parole dovrebbero essere rese nella pura pronuncia ebraica.[16]
- (c) Riga 13: nella tradizione aschenazita il ripetuto "le'ela" è usato solo durante i Dieci Giorni del Pentimento. Nella tradizione sefardita non è mai usata. Nella tradizione yemenita il testo è invariabile. La frase "le'ela le'ela" è la traduzione del Targum dell'ebraico "ma'la ma'la" (Deuteronomio 28:43[17]).
- (d) Le righe 4 e 30–32 non sono presenti nella tradizione aschenazita. "Revaḥ vehatzala" è detto ad alta voce dalla congregazione.
- (e) Riga 26: alcuni ebrei sefarditi dicono malka [o maram, o mareh] di-shmaya ve-ar'a (il Re [o Signore] del Cielo e della Terra) invece di avuhon de-vi-shmaya (loro Padre in Cielo); De Sola Pool usa mara; gli ebrei portoghesi e spagnoli usano lo stesso testo degli aschenaziti.[18]
- (f) Durante il "Kaddish completo" alcuni includono le seguenti risposte congregazionali, che non sono considerate parte del testo:
  - Prima della riga 16, "accetta la nostra preghiera con misericordia e favore"
  - Prima della riga 28, "Che il nome di Dio sia benedetto, ora e sempre" Salmi 113:2[19])
  - Prima della riga 34, "Il mio aiuto viene da Dio, che ha fatto cielo e terra" (Salmi 121:2[20])
- (g) Riga 35: "b'rahamav" è usato dai sefarditi in tutte le versioni del Kaddish; dagli aschenaziti solo nel Kaddish deRabbanan.
- (h) Riga 36: "ammo" è usato dalla maggioranza dei sefarditi, ma non da alcuni ebrei spagnoli e portoghesi o aschenaziti.
- (i) Riga 37 a 45: queste righe sono recitate anche dagli ebrei yemeniti come parte di ogni Kaddish DeRabbanan.
- (z) Alla riga 22, la parole tra parentesi sono aggiunte in terra d'Israele.
- Nella riga 1, come annotato su (a), la congregazione risponde "Amen", anche se la parola non è comunemente stampata in gran parte dei libri di preghiera. Questa tradizione di vecchia data e molto diffusa in verità introduce un'interruzione nel versetto, che potrebbe essere travisato, poiché la frase "conforme alla Sua volontà" apparirebbe riferentesi solo a "che Egli ha creato" invece di "Magnificato e santificato".[21]
- È fatto comune che l'intera congregazione reciti le righe 8 e 9 con un conduttore, come comune è anche che la congregazione includa nella sua recita collettiva la prima parola della riga successiva (riga 10), Yitbarakh.  Generalmente si crede che ciò si faccia per prevenire un'interruzione prima che la riga successiva (che inizia con Yitbarakh) venga recitata dal conduttore. Tuttavia questa inclusione di Yitbarakh non è stata sempre attuata. Maimonide e Yaakov ben Asher non la includevano nella recita della congregazione; Amram Gaon, il Gaon di Vilna e lo Shulchan Aruch la includevano.[22]

## Tradizioni
Il Kaddish che viene usato nei servizi liturgici dei giorni speciali, è cantato. Esistono varie melodie a seconda delle differenti tradizioni ebraiche e nell'ambito di ciascuna tradizione la melodia può cambiare relativamente alla versione, al giorno della recitazione e anche alla posizione che ha nella liturgia stessa; molte delle persone in lutto lo recitano lentamente e contemplativamente.
- Cantore del Kaddish Shalem per Shabbat Mussaf
- Cantore dello Hatzi Kaddish per Yom Kippur

Nelle sinagoghe sefardite l'intera congregazione si siede per il Kaddish, eccetto:
- durante il Kaddish subito prima della Amidah, dove tutti stanno in piedi;
- durante il Kaddish del Lutto, quando coloro che lo recitano stanno in piedi e tutti gli altri si siedono.

Nelle sinagoghe aschenazite, la tradizione varia. Molto comunemente, sia nelle congregazioni ortodosse, sia in quelle riformate, tutti stanno in piedi; ma in alcune sinagoghe (specialmente quelle conservatrice e chassidiche), la maggior parte degli astanti si siede. A volte viene fatta una distinzione tra le differenti forme di Kaddish, oppure ciascun fedele sta in piedi o si siede secondo la propria tradizione. Il Kaddish del Lutto nella liturgia viene spesso considerato differentemente dalle altre variazioni, come anche il Kaddish Breve prima del maftir.
Coloro che stanno in piedi recitano il Kaddish piegandosi, secondo certe pratiche, a dati passi della recitazione: di solito alla prima parola della preghiera, ad ogni Amen, al Yitbarakh, al Brikh hu e all'ultimo versetto (Oseh shalom). Allo  Oseh shalom è consuetudine fare tre passi indietro (se possibile) poi inchinarsi a sinistra e poi a destra, infine in avanti, come se ci si stesse congedando dalla presenza di un re, nello stesso modo usato per la riga finale (stesse parole) della Amidah.

### Requisiti del Minian
Il Masekhet Soferim (in ebraico מסכת סופרים‎?, "Trattato degli Scribi"), una composizione dell'ottavo secolo comprendente leggi ebraiche sulla preparazione dei libri sacri e delle letture pubbliche, afferma al Capitolo 10:7 che il Kaddish può essere recitato solo alla presenza di un minian (almeno 10 uomini). Mentre l'interpretazione tradizionale è che "se il kaddish vien detto in privato, allora per definizione non è kaddish," alcune alternative sono state proposte, tra cui il Kaddish L'yachid ("Kaddish per l'individuo"), attribuito al Gaon del nono secolo Amram bar Sheshna, e l'uso della preghiera kavanah, in cui si supplica gli angeli del cielo ad unirsi alla persona orante "per comporre un minian di cielo e terra".

## Kaddish del Lutto
Il "Kaddish del Lutto" (o anche "Kaddish dell'Orfano") viene recitato durante tutte le liturgie di preghiera e in certe altre occasioni. È scritto in aramaico. Prende la forma del Kaddish Yehe Shelama Rabba ed è tradizionalmente recitato varie volte, soprattutto verso la fine del servizio, dopo l'Aleinu e/o ai Salmi di chiusura e/o (di Shabbat) all'Ani`im Zemirot. Dopo la morte di un genitore, figlio, coniuge, o fratello/sorella è tradizione recitare il Kaddish del Lutto in presenza della congregazione quotidianamente per trenta giorni, o undici mesi nel caso di un genitore defunto, e successivamente ad ogni anniversario della morte. La "persona in lutto" che dice il Kaddish sarà chiunque sia presente alla liturgia che abbia l'obbligo di recitare il Kaddish secondo queste regole.
Le tradizioni della recita del Kaddish del Lutto variano notevolmente tra le comunità: nelle sinagoghe sefardite, è consuetudine che le persone in lutto stiano in piedi e cantino il Kaddish insieme. Nelle sinagoghe aschenazite, la tradizione iniziale era che uno degli oranti fosse scelto a condurre la preghiera a nome di tutti gli altri, sebbene ora la maggioranza delle congregazioni abbia adottato la pratica sefardita. In molte sinagoghe riformate, l'intera congregazione recita il Kaddish del Lutto. Questo a volte avviene per ricordare quelle vittime dell'Olocausto che non hanno nessuno che reciti in Kaddish per loro. In alcune congregazioni (specialmente quelle riformate e conservatrici), il rabbino legge una lista dei defunti che hanno l'anniversario in quel dato giorno (o che sono morti durante il mese passato) e poi chiede agli astanti di nominare coloro per i quali sono in lutto. Alcune sinagoghe cercano di moltiplicare il numero di volte che viene recitato il Kaddish, recitando per esempio un Kaddish del Lutto separato sia dopo l'Aleinu e sia dopo ogni Salmo di chiusura. Altre sinagoghe si limitano a dire un Kaddish alla fine della liturgia.

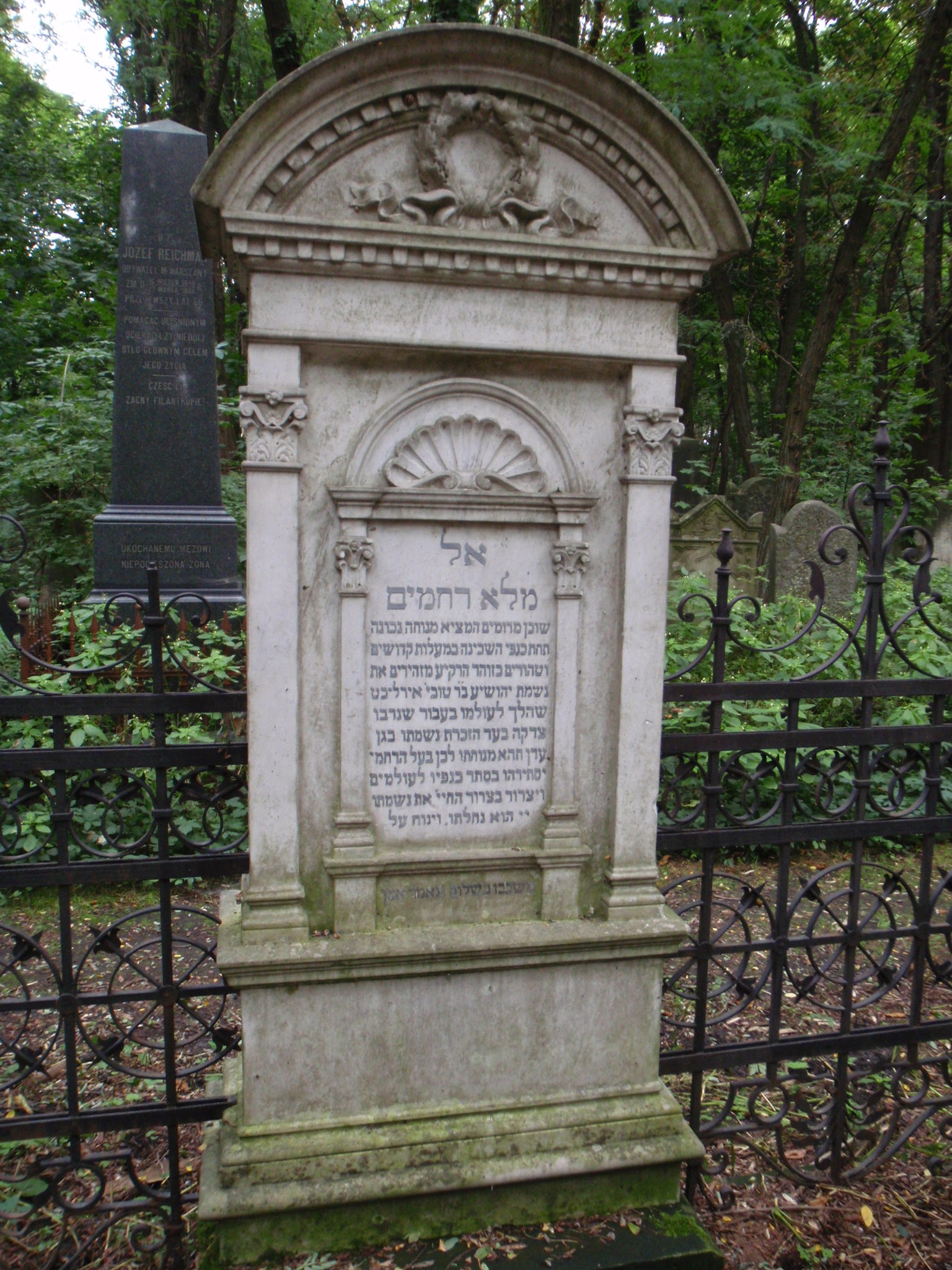
Testo della preghiera El malei rachamim su una lapide del Cimitero Ebraico Powązki di Varsavia

Dire il Kaddish del Lutto era di solito proibito alle donne ortodosse, ma sta ora diventando più comune che lo dicano. Nel 2013 l'organizzazione rabbinica israeliana Bet Hillel ha promulgato una sentenza halakhica che permette alle donne di dire il Kaddish in memoria dei propri genitori defunti. Ephraim Mirvis, un rabbino ortodosso che officia attualmente (2016) in qualità di Rabbino capo delle congregazioni britanniche "United Hebrew Congregations of Great Britain and the Commonwealth", appoggia le donne ortodosse che recitano il Kaddish.
È importante sottolineare che il Kaddish del Lutto non cita affatto la morte, ma anzi loda Dio. Sebbene il Kaddish venga popolarmente menzionato come la "Preghiera Ebraica per i Morti", tale designazione appartiene più accuratamente a una preghiera chiamata "El malei rachamim", che prega proprio per l'anima del defunto:
Esistono inoltre due varianti, per chi muore in guerra e per le vittime dell'Olocausto.